# GloRilla
Gloria Hallelujah Woods (Memphis, Tennessee, 28 de julio de 1999), conocida artísticamente como GloRilla, es una rapera estadounidense. Ganó reconocimiento con su sencillo de 2022 «F.N.F. (Let's Go)» junto a Hitkidd, que alcanzó el top 50 del Billboard Hot 100 y la llevó a firmar con el sello discográfico de Yo Gotti, Collective Music Group, afiliado a Interscope Records, en julio de ese mismo año. Ese mismo mes lanzó su siguiente sencillo, «Tomorrow», cuyo remix con Cardi B llegó al top 10 del Billboard Hot 100 y obtuvo doble certificación de platino por la Recording Industry Association of America (RIAA). Ambos temas, junto con el sencillo certificado oro «Blessed», precedieron el lanzamiento de su EP debut Anyways, Life's Great en noviembre, que alcanzó el puesto 11 en el Billboard 200.
En 2024, sus sencillos «Yeah Glo!» y «Wanna Be» junto a Megan Thee Stallion entraron en el top 40 del Billboard Hot 100, antes del lanzamiento de su primer mixtape comercial Ehhthang Ehhthang (2024).

## Biografía
Gloria Hallelujah Woods nació el 28 de julio de 1999 en Memphis, Tennessee. Fue educada en casa hasta el quinto grado y se graduó de Martin Luther King Jr. College Preparatory High School. Comenzó a rapear a los 16 años.
Durante su infancia, formó parte del coro de su iglesia. Inicialmente quería ser cantante, pero tras perder la voz, decidió dedicarse al rap. Es la octava de diez hijos.

## Carrera
En 2019, Woods lanzó su mixtape Most Likely Up Next y en 2020 su EP P Status.
En abril de 2022, ganó popularidad con el lanzamiento de «F.N.F. (Let's Go)» junto al productor Hitkidd. La canción se volvió viral y generó el reto #FNFChallenge en TikTok. En septiembre salió un remix con Latto y JT, con el anuncio de otro remix con Saweetie. Esta canción le valió dos nominaciones en los BET Hip Hop Awards 2022, donde también actuó en octubre.
En junio de 2022, Woods y Duke Deuce lanzaron el tema «Just Say That». En julio firmó con el sello discográfico de Yo Gotti, Collective Music Group, y apareció en el álbum recopilatorio Gangsta Art. En septiembre lanzó la canción «Tomorrow 2» con Cardi B, y en noviembre lanzó su EP Anyways, Life's Great. También participó junto a Gangsta Boo en el sencillo de Latto «FTCU».
En enero de 2023, colaboró con Moneybagg Yo en el sencillo «On Wat U On». En febrero, una estampida en un concierto en el Main Street Armory en Rochester, Nueva York, dejó tres muertos y siete heridos cuando la audiencia creyó escuchar disparos mientras salían del lugar. En junio fue seleccionada para la XXL Freshmen Class de 2023. En abril de 2024, GloRilla fue arrestada en Georgia por cargos de conducir bajo la influencia del alcohol.

## Premios y nominaciones
| Año  | Premio                          | Nominado | Categoría                            | Resultado | Ref.   |
| ---- | ------------------------------- | -------- | ------------------------------------ | --------- | ------ |
| 2025 | Nickelodeon Kids' Choice Awards | GloRilla | Revelación musical femenina favorita | Nominada  | [ 22 ] |